# Durian Rambun
Durian Rambun is een bestuurslaag in het regentschap Merangin van de provincie Jambi, Indonesië. Durian Rambun telt 251 inwoners (volkstelling 2010).